# 逸見道郎
逸見 道郎（へんみ みちお、1953年〈昭和28年〉6月20日 - ）は、浄土真宗本願寺派　浄土寺第三十世住職。
（公財）仏教伝道協会評議員
（公財）国際仏教興隆協会インド現地法人理事
（福）湘南アフタケア協会理事長

## 略歴
日本テレビにて「宗教の時間」や「あんちゃん」などの制作に携わる。
三浦按針菩提寺住職として4市（平戸・臼杵・伊東・横須賀）と協力し、按針を題材としたNHK大河ドラマ化の活動を推進。
2008年 日英修好通商条約150周年を記念し、総務省を通じイギリスに招かれ講演。
2019年 渋谷セルリアンタワー能楽堂にて野村萬斎と対談。
2020年 社会福祉法人湘南アフタケア協会の理事長に就任。

## 講演
仏教聖典を経営に活かす会経営に活かす会(仏教伝道協会)
第5回ANJINサミット

## 著書
- 「按針に会いに（鎌倉春秋社）」
- 「心に響く言葉（本願寺出版）」
- 「人間漫筆（月刊鎌倉春秋連載）」
- 「按針タイムズ（神奈川新聞連載）」
- 「按針と家康: イギリス人侍　三浦按針」

## 関連リンク
- 涛江山 浄土寺 公式ホームページ
- 浄土寺 公式twitter
- 浄土寺 公式facebook
- 按針のまち逸見を愛する会
- ＡＮＪＩＮサミット
- 歴史秘話ヒストリア
- 社会福祉法人湘南アフタケア協会